# Mike Ratledge
Michael Roland (Mike) Ratledge (Maidstone, 6 mei 1943 – 5 februari 2025) was een Brits musicus. Ratledge maakte deel uit van de Canterbury-scene. Hij heeft lange tijd in Soft Machine gespeeld, een van de meest invloedrijke bands.
Mike Ratledge werd in 1943 geboren in Maidstone, in het graafschap Kent in Zuid-Engeland. Als kind kreeg hij een opvoeding in de klassieke muziek. Thuis was uitsluitend klassieke muziek te horen en Ratledge kreeg klassieke pianolessen. Toen hij de Simon Langton school in Canterbury bezocht, raakte hij bevriend met Brian Hopper. Samen speelden ze op zaterdagochtenden piano/klarinet uitvoeringen van klassieke stukken.
Via Brian raakte Ratledge ook bevriend met diens broer, Hugh Hopper, en met Robert Wyatt. Via hen kwam hij ook in 1961 in aanraking met Daevid Allen, die hun interesse in de jazz opwekte, en vanaf het pianowerk van Cecil Taylor werkte Ratledge terug naar Thelonious Monk, Miles Davis en John Coltrane. Hij startte met zijn vrienden met het spelen van jazz. Korte tijd (in 1963) speelde hij samen in het Daevid Allen Trio. 
Anders dan de andere jongens hechtte Ratledge aan zijn studie. Hij ging naar University College in Oxford, waar hij een graad behaalde in de psychologie en in de filosofie. Tegelijkertijd studeerde hij er klassieke muziek, bij avant-garde musici als Mal Dean en Rab Spall. Na het behalen van zijn graad wilde Ratledge verder studeren in de Verenigde Staten, maar zijn aanvraag voor een beurs had hij te laat ingediend, zodat hij in 1966 beschikbaar was toen zijn vrienden een nieuwe band aan het opzetten waren. De nieuwe band, Soft Machine omvatte onder meer Robert Wyatt, Daevid Allen en Kevin Ayers. 
Van deze leden bleef Ratledge het langste bij de band betrokken. Hij was gedurende die tijd een van de componisten van het werk van de band. Soft Machine onderging vele wijzigingen in de samenstelling. In 1973 was Ratledge de enige die er van de originele bezetting nog over was. Toen hij in 1976 vertrok had Karl Jenkins de leiding van de band al overgenomen. Na zijn vertrek heeft Ratledge een studio voor zichzelf ingericht, maar van een mogelijk gepland soloalbum is het nooit gekomen.
Zijn verdere activiteiten binnen de muziek zijn beperkt gebleven. Hij heeft een beperkte bijdrage geleverd aan albums die door de formaties Rollercoaster en Planet Earth zijn uitgebracht. Maar eigenlijk was hij uit het oog verdwenen tot men hem eind 80'er jaren ontdekte als componist / arrangeur / producent van muziek voor de reclame-industrie.
Binnen de Canterbury-scene is Ratledge een uitzonderlijk figuur gebleven. Hij speelde uitzonderlijk lang in Soft Machine en maakte met de band een evolutie mee van psychedelische muziek naar jazzrock. Maar na die tijd is hij eigenlijk vrijwel van het toneel verdwenen, werkt hij op de achtergrond, schrijft muziek voor commercials en voor theaterstukken. In 1995 trad hij weer even naar voren, toen hij samen met Jenkins onder de naam Adiemus het album Songs Of Sanctuary uitbracht, maar ook daarin is zijn bijdrage beperkt gebleven tot het ene album. Dat album is overigens niet te vergelijken met het Soft Machine werk, omdat het een rustgevend klassiek georiënteerd stuk is. Optreden in het openbaar deed Ratledge in elk geval niet meer.
Ratledge overleed op 5 februari 2025 op 81-jarige leeftijd.

## Discografie
|      |               |                                                                                       |
| 1967 | Soft Machine  | Love Makes Sweet Music (single)                                                       |
| 1968 | Soft Machine  | Soft Machine                                                                          |
| 1969 | Soft Machine  | Volume Two                                                                            |
| 1970 | Soft Machine  | Third                                                                                 |
| 1971 | Soft Machine  | 4                                                                                     |
| 1972 | Soft Machine  | 5                                                                                     |
| 1972 | Soft Machine  | Six Album                                                                             |
| 1973 | Soft Machine  | Seven                                                                                 |
| 1975 | Soft Machine  | Bundles                                                                               |
| 1976 | Soft Machine  | At The Beginning (Jet Propelled Photographs) (uitgave van ouder materiaal)            |
| 1976 | Soft Machine  | Softs (Ratledge treedt als gast op in twee nummers, niet langer als lid van de groep) |
| 1977 | Soft Machine  | Triple echo (verzameld werk van 1967-1976, met nog niet eerder uitgebracht werk)      |
| 1978 | Planet Earth  | Planet Earth                                                                          |
| 1980 | Rollercoaster | Wonderin’                                                                             |
| 1988 | Soft Machine  | Live at the Proms 1970                                                                |
| 1991 | Soft Machine  | The Peel sessions (BBC opnames, 1969-1971)                                            |
| 1993 | Soft Machine  | BBC in concert 1971                                                                   |
| 1994 | Soft Machine  | BBC in concert 1972                                                                   |
| 1995 | Adiemus       | Songs of Sanctuary                                                                    |
| 1995 | Soft Machine  | Live in France (concert opname 1972)                                                  |
| 1995 | Soft Machine  | Live at the Paradiso (concert opname 1969)                                            |
| 1996 | Soft Machine  | Spaced (spaced concert opname 1969)                                                   |
| 1998 | Soft Machine  | Virually (concert opname 1971)                                                        |
| 1998 | Soft Machine  | Live 1970 (concert opname 1970)                                                       |
| 2000 | Soft Machine  | Noisette (concert opname 1970)                                                        |
| 2000 | Soft Machine  | Man in a deaf corner (opnames van 1963-1970, één nummer uit 2000)                     |
| 2001 | Soft Machine  | Turns On Vol.1 (opnames uit 1967)                                                     |
| 2001 | Soft Machine  | Turns On Vol.2 (opnames uit 1967)                                                     |
| 2002 | Soft Machine  | Facelift (opnames uit 1970)                                                           |
| 2002 | Soft Machine  | Backwards (opnames uit 1969-1970)                                                     |
| 2003 | Soft Machine  | BBC radio 1967-1971                                                                   |
| 2003 | Soft Machine  | Kings of Canterbury (opnames uit 1969-1970)                                           |
| 2003 | Soft Machine  | BBC radio 1971-1973                                                                   |
| 2004 | Soft Machine  | Somewhere in Soho (opnames uit 1970)                                                  |
| 2004 | Soft Machine  | Breda Reactor (opnames uit 1970)                                                      |
| 2005 | Soft Machine  | Out-Bloody-Rageous (opnames uit 1967-1973)                                            |
| 2005 | Soft Machine  | British Tour ’75 (opnames uit 1975)                                                   |

- Bibsys: 6042540
- Bibliothèque nationale de France: cb13984730m (data)
- CiNii: DA14569766
- Gemeinsame Normdatei: 1020310588
- International Standard Name Identifier: 0000 0000 8386 3266
- Library of Congress Control Number: n2003079859
- MusicBrainz: 62819c02-faf5-44a6-a523-e00ce027a6f4
- Istituto Centrale per il Catalogo Unico: DDSV185195
- Système universitaire de documentation: 251291987
- Virtual International Authority File: 59278322
- WorldCat: E39PBJcrdGvYptyQxfyJRwWkXd